# SoftBank 206SH
AQUOS PHONE Xx 206SH（アクオス フォン ダブルエックス ニーマルロクエスエイチ）は、シャープによって開発された、ソフトバンクモバイルの第3.9世代移動通信システム（SoftBank 4G）端末である。SoftBank スマートフォンシリーズのひとつ。OSはAndroid 4.2を搭載している。

## 概要
203SHの後継機種であり、ワンセグ放送に加えフルハイビジョンのフルセグ放送の受信・録画に対応した。先代機種と異なりIGZO液晶は搭載していない。これは、当時「5インチフルHDのIGZOを量産するのは難しい」などといった理由のため搭載が見送られたためである。代わりにS-CGSilicon液晶システムという省エネタイプの液晶を搭載している。また、3080mAhの大容量バッテリーの搭載により「2日間持つ」としている。203SHに搭載されていた「クイック起動キー」は本機種には備えていない。AQUOS PHONEシリーズとしては初のキャップレス防水にも対応した。ただし、防塵には非対応である。また、SIMカードスロットにはキャップが被せられている。デザイン面では、203SHに比べて丸みを帯びた形状となっている。
バッテリーは内蔵式であり、ユーザーによるバッテリー取り外しは不可。他社兄弟機種と異なり、こちらは完全にメーカー郵送での対応となる。バッテリ交換費用は一律21000円。あんしん保証パック加入で5250円へ減額あり。

## フルセグ
本機種の最大の特徴であるフルセグへの対応は業界初となる。フルセグ対応に際して、シャープによると以前から綺麗な画質でテレビを視聴したいという客のニーズはあったという。スマートフォン上でもフルセグを視聴出来る規格が整備されたため、今回搭載された。視聴にあたっては、本来では地上デジタル放送の視聴にはB-CASカードが必要であるところを、ソフトウェア上の仕組みによりB-CASカードを必要とせずともスマートフォンでのフルセグが視聴が可能となった。それによりこれまでのワンセグ画質(240×320ドット)からフルセグ画質(1920×1080ドット)へと画質は大幅に向上した。本体同梱品として卓上ホルダーとTVアンテナ入力用microUSB変換ケーブルが付属し、卓上ホルダやTVアンテナ入力用microUSB変換ケーブルの使用により、自宅などTV用のアンテナ端子に接続することで、より安定したフルセグの視聴や録画が楽しめる。

## その他機能
| 主な対応サービス          | 主な対応サービス              | 主な対応サービス             | 主な対応サービス                      |
| ------------------------- | ----------------------------- | ---------------------------- | ------------------------------------- |
| タッチパネル              | FHD S-CGSilicon液晶 5.0インチ | フルブラウザ                 | SoftBank 4G 受信：76Mbps 送信：10Mbps |
| バッテリー容量 3080mAh    | テザリング                    | WiFi                         | GPS                                   |
| アウトカメラ / サブカメラ | ワンセグ／フルセグ            | デジタルオーディオプレーヤー | おサイフケータイ／NFC                 |
| Bluetooth                 | 赤外線通信                    | 緊急速報メール               | 防水                                  |
| DLNA                      | 簡易留守録                    | シンプルモード               | 世界対応ケータイ                      |

## 歴史
- 2013年5月7日 - ソフトバンクモバイルより発表。
- 2013年6月28日 - 発売開始。
- 2015年3月31日 - エモパーLiteへの対応を開始。